# Tibor Škerlak
Tibor Škerlak, slovenski fizikalni kemičar, jedan od osnivača Prirodoslovno-matematičkog fakulteta u Sarajevu i redovni profesor na Odsjeku za kemiju te predstojnik Katedre za fizikanu kemiju istog. Bio je istraživačem Kemijskog instituta u Sarajevu te profesor fizikalne kemije na Ljubljanskom sveučilištu.
Doktorirao je na Politehniki u Münchenu (sada Tehničko sveučilište u Münchenu).
Zbog neslaganja s komunističkim režimom (afera Informbiroa) služio je kaznu na Golom otoku.

## Vanjske poveznice
- Radovi na WorldCatu